# Sapú
Sapú é um bairro angolano que se localiza na província de Luanda, pertencente ao município de Camama.